# Sartilly-Baie-Bocage
Sartilly-Baie-Bocage ist eine französische Gemeinde mit 2.843 Einwohnern (Stand 1. Januar 2022) im Département Manche in der Region Normandie. Sie gehört zum Arrondissement Avranches und zum gleichnamigen Kanton.
Sie entstand mit Wirkung vom 1. Januar 2016 als Commune nouvelle durch die Zusammenlegung der ehemaligen Gemeinden Sartilly, Angey, Champcey, Montviron und La Rochelle-Normande, die in der neuen Gemeinde den Status einer Commune déléguée haben. Der Verwaltungssitz befindet sich im Ort Sartilly.

## Gliederung
| Ortsteil                   | ehemaliger INSEE-Code | ehemaliger Kanton | Fläche (km²) | Einwohnerzahl zum 1. Januar 2022 |
| -------------------------- | --------------------- | ----------------- | ------------ | -------------------------------- |
| Sartilly (Verwaltungssitz) | 50565                 | Avranches         | 11,53        | 1.623                            |
| Angey                      | 50009                 | Avranches         | 02,47        | .0288                            |
| Champcey                   | 50116                 | Avranches         | 03,24        | .0236                            |
| Montviron                  | 50355                 | Avranches         | 05,91        | .0344                            |
| La Rochelle-Normande       | 50434                 | Bréhal            | 07,53        | .0352                            |

## Geographie
Die Gemeinde liegt rund zehn Kilometer nordöstlich von Avranches und wird vom kleinen Küstenfluss Lerre durchquert. Die Küste am Golf von Saint-Malo ist rund sechs Kilometer entfernt.

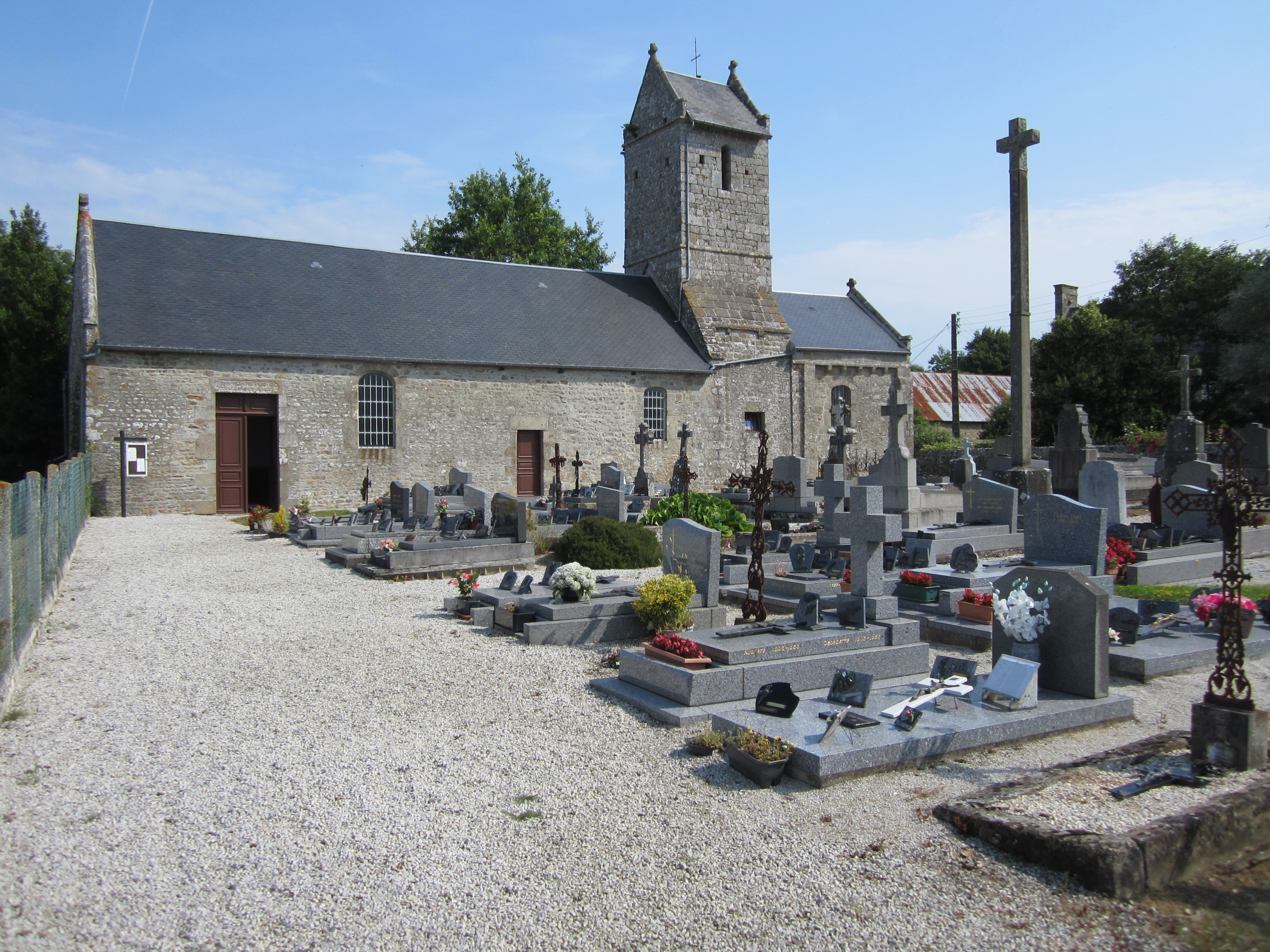
Kirche Saint-Samson in Angey
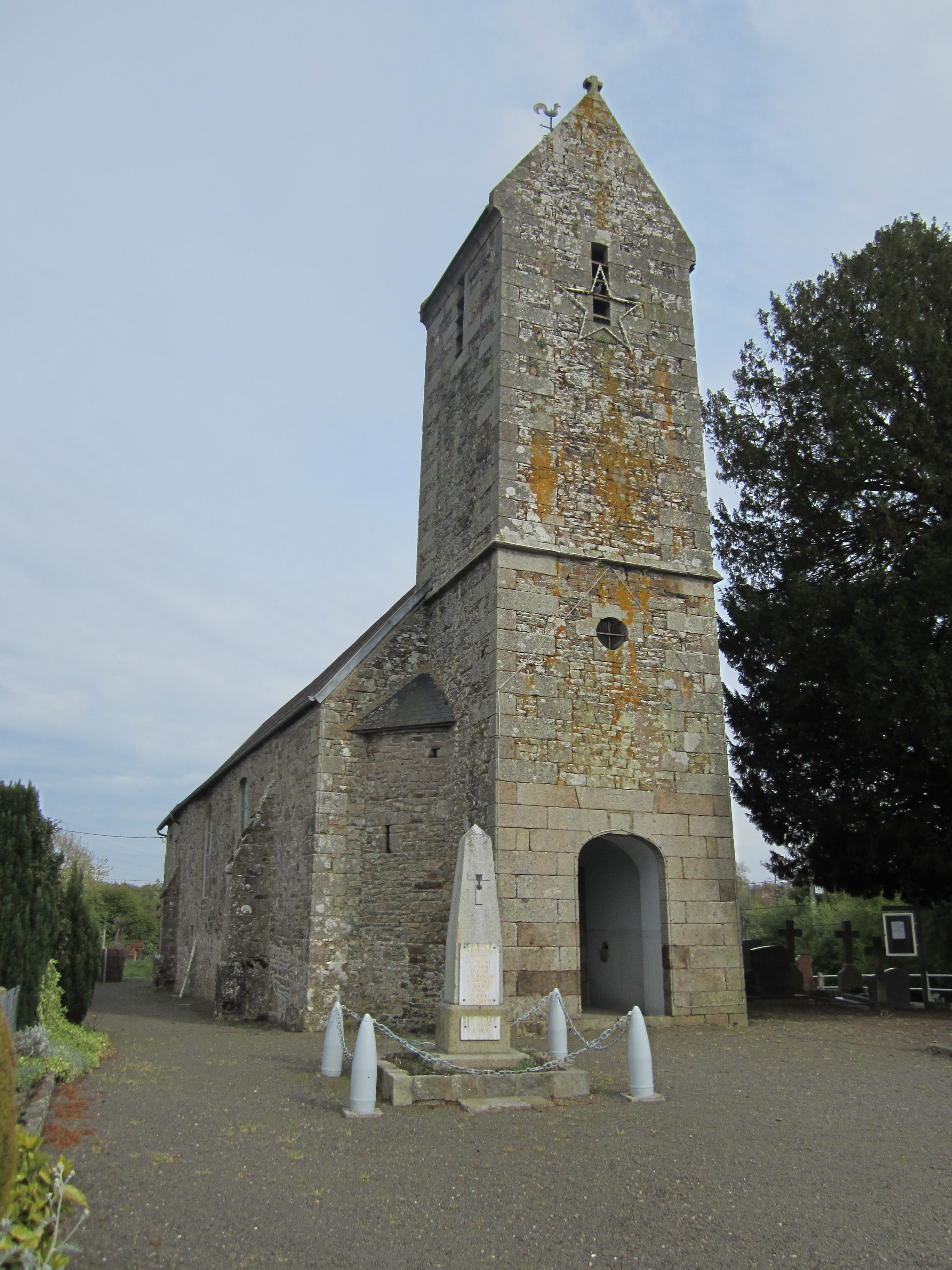
Kirche Notre-Dame in Champcey
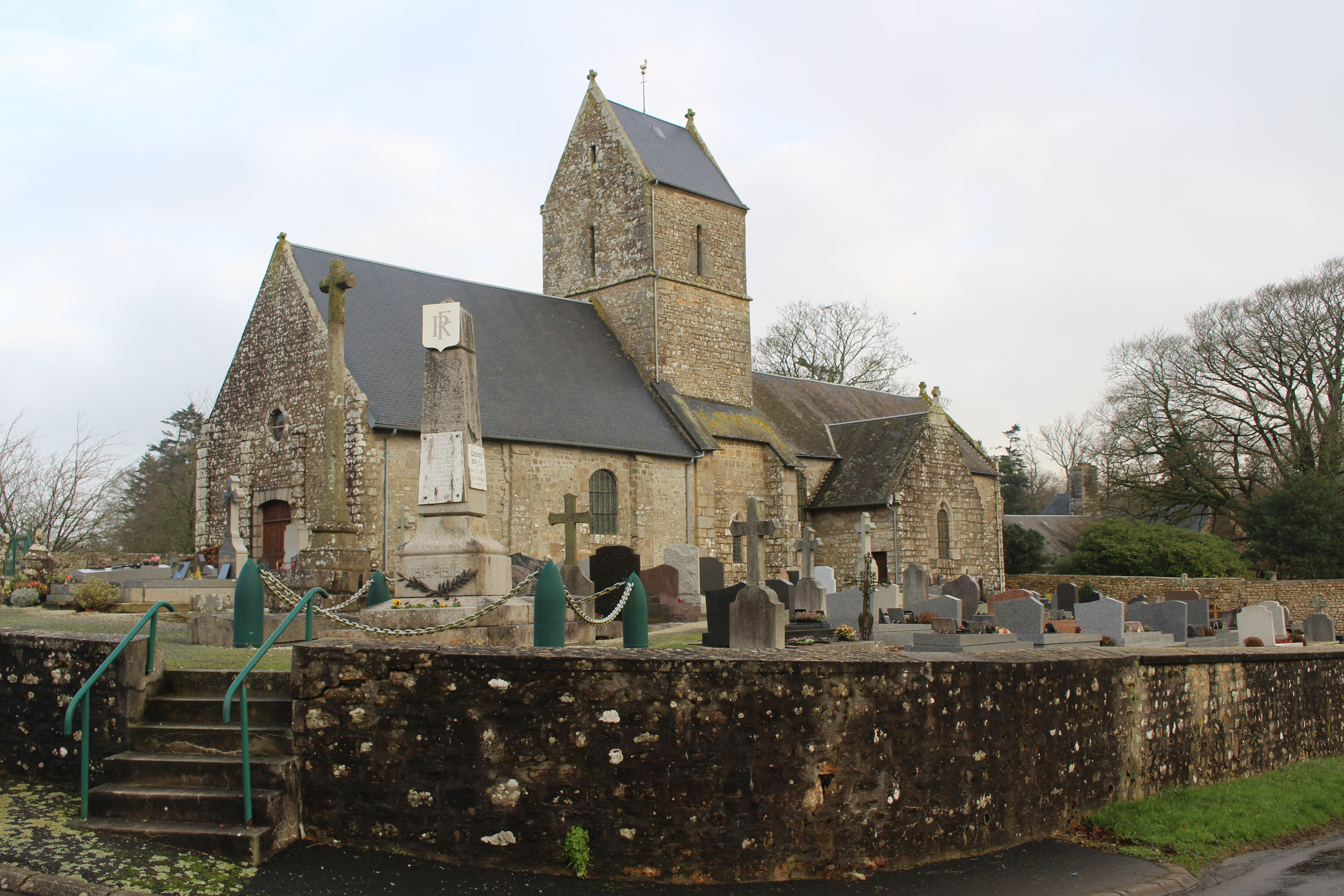
Kirche Notre-Dame in La Rochelle-Normande
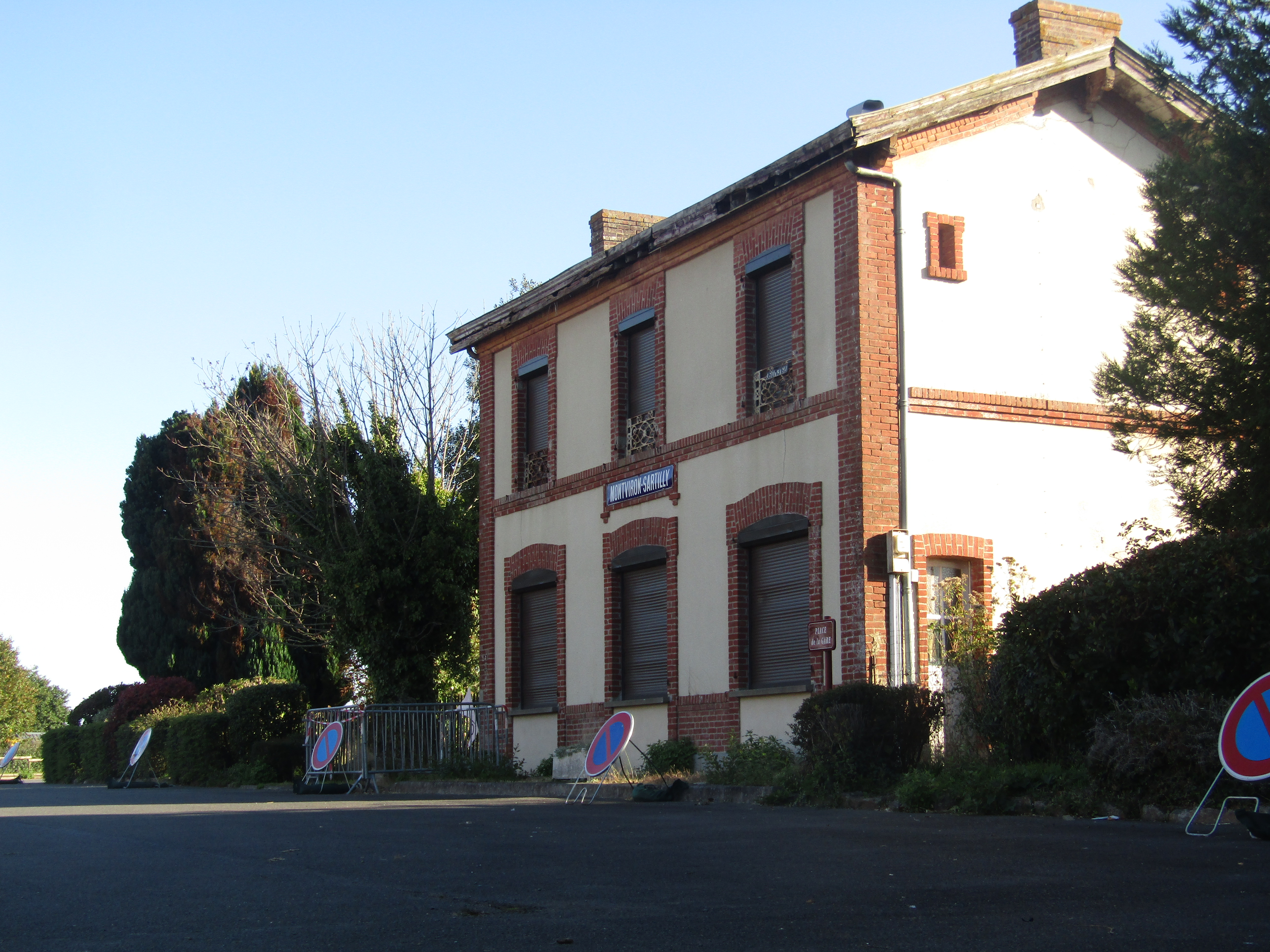
Ehemaliger Bahnhof Montviron–Sartilly an der Bahnstrecke Lison–Lamballe
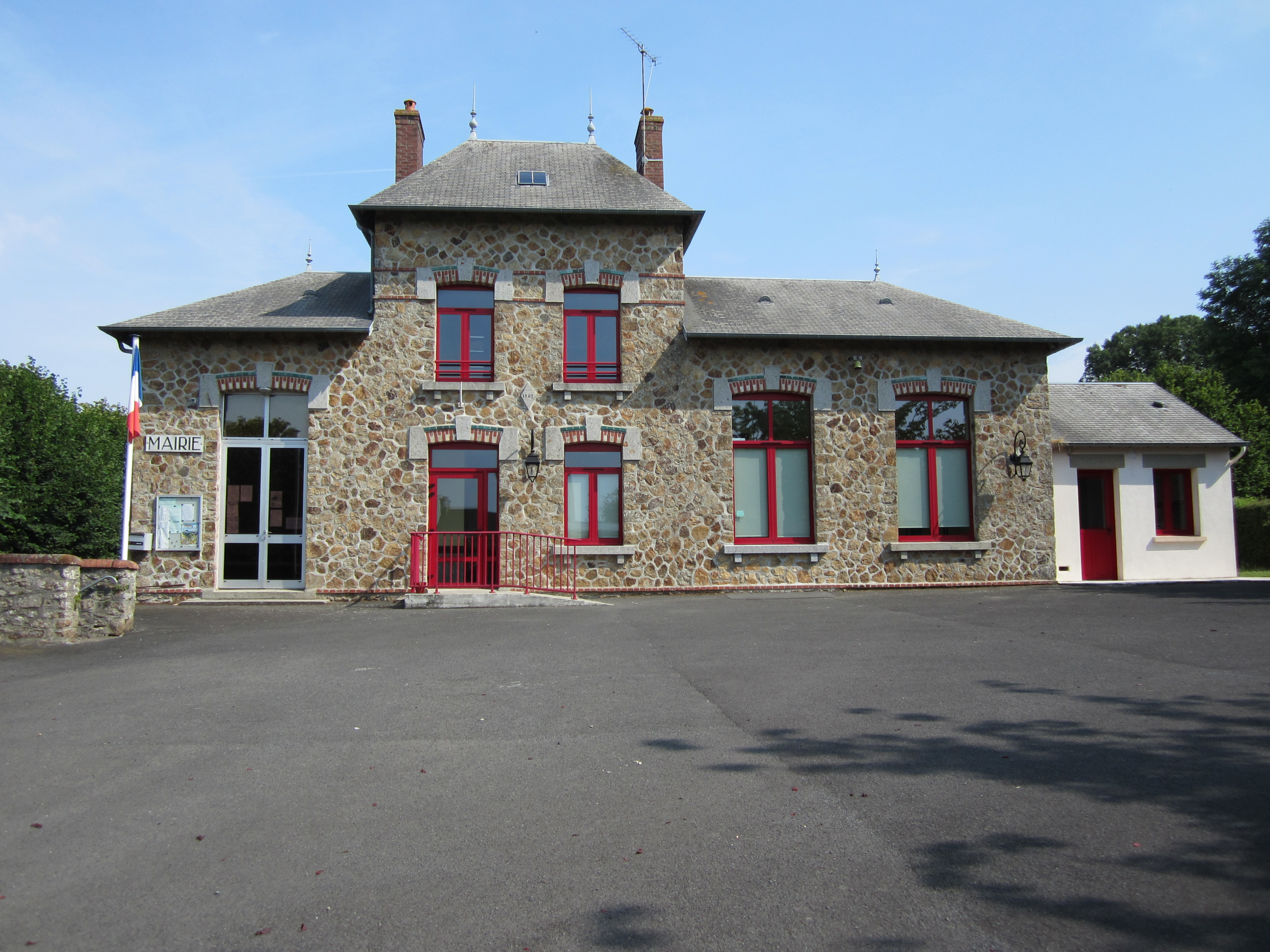
Die ehemalige Mairie von Angey
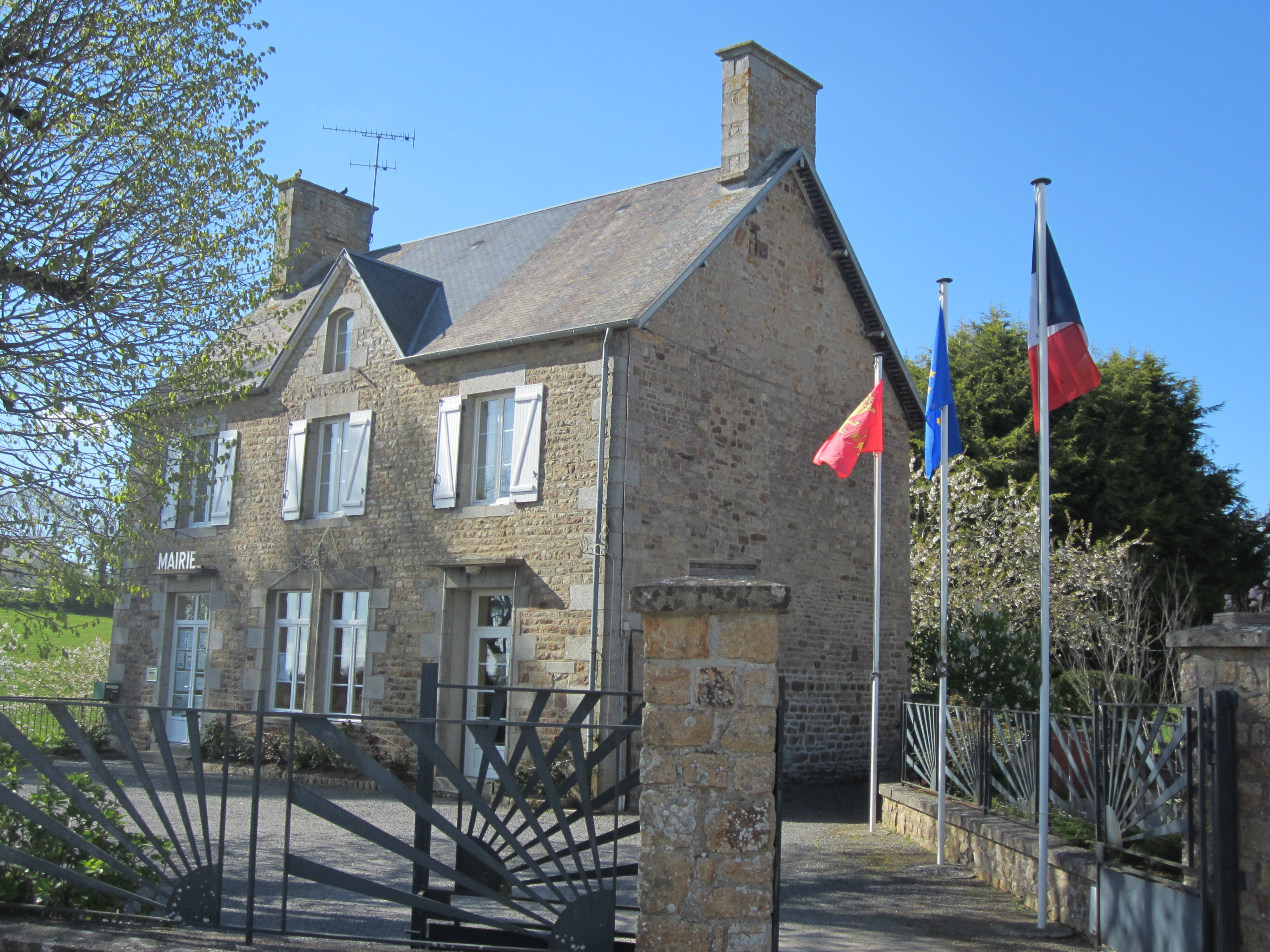
Ehemalige Mairie von Montviron
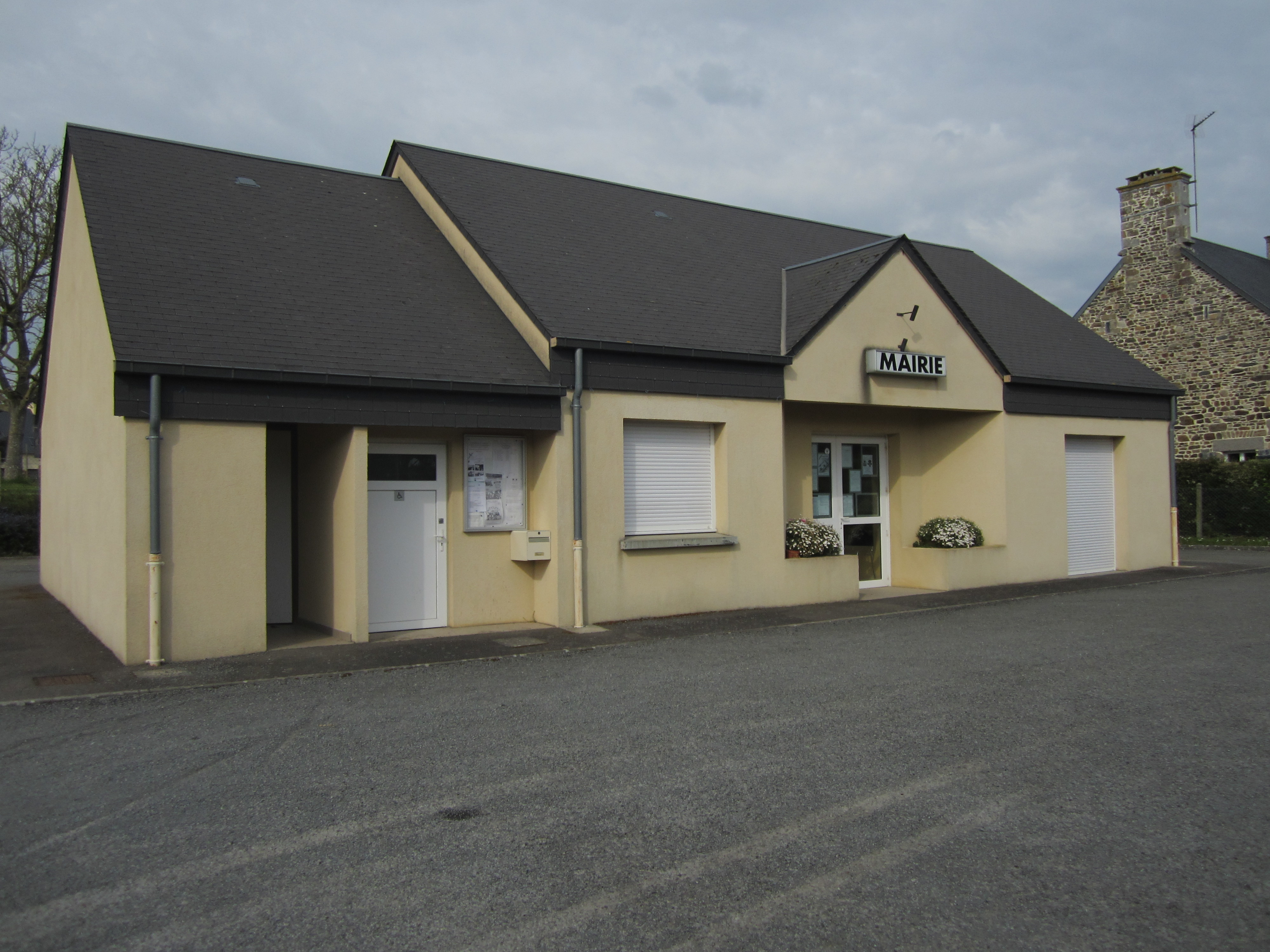
Ehemalige Mairie von Champcey